# Day of Defeat
Day of Defeat — це командний багатокористувацький шутер від першої особи, дія якого розгортається на Західному фронті європейського театру Другої світової війни. Спочатку гра була модифікацією Half-Life 1998 року, права на яку були придбані компанією Valve і випущена як повноцінна роздрібна версія у 2003 році.
Дія гри розгортається в розпал Другої світової війни, і в Day of Defeat відсутня однокористувацька кампанія, а основна увага зосереджена на багатокористувацьких аспектах гри. Гра віддає перевагу командній роботі та має об'єктивний ігровий процес у поєднанні з системою класів. Карти в основному складаються з вузьких стежок, кожна з яких зазвичай веде до кількох ключових локацій. Офіційний ремейк гри, Day of Defeat: Source, був випущений компанією Valve у 2005 році.

## Ігровий процес
Day of Defeat — це багатокористувацький шутер від першої особи, який імітує піхотні бої на рівні загону між супротивниками на Європейському театрі Другої світової війни: союзниками та державами Осі. Гравці можуть приєднатися до армій союзників або Осі, де союзники включають США або Великобританію, а Вісь — Німеччину.
Раунд починається з того, що дві протилежні команди одночасно стартують у своїй точці спавну на карті. Команди мають на меті досягти своїх цілей, перешкоджаючи ворожій команді досягти їх цілей. Гра закінчується після спливу встановленого часу, і команда, яка досягла найбільшої кількості цілей, стає переможцем, незалежно від кількості вбитих чи поранених, за винятком випадків, коли обидві команди не досягли жодної цілі або досягли однакової кількості цілей.
Зброя в грі намагається реалістично зображати ту, що була у вжитку під час Другої світової війни, і ігровий процес відображає цей естетичний вибір. Віддача може бути великою, і гра не дозволяє гравцеві стріляти під час бігу або стрибків. У грі також присутня шкала витривалості, яка не дозволяє гравцеві бігати довгі проміжки часу і змушує його активно економити енергію.

## Сетинг

Гравець ховається за уламками, щоб уникнути ворожого вогню.

Початкова роздрібна пропозиція Day of Defeat включала п'ятнадцять мап, кожна з яких зображала різні сценарії, що відрізнялися розміром і тематичними локаціями. Вони часто черпали натхнення в історичних битвах Другої світової війни, таких як битва на пляжі Омаха та вуличні бої в італійському місті Салерно під час операції «Аваланч». У грі також присутня місія «Планер», в якій американська 101-а повітряно-десантна дивізія приземляється на планер WACO і знищує такі цілі, як радіоантена і зенітна 88-мм гармата Flak.
Зброя в грі також має історичне значення, оскільки значна частина зброї є точним відтворенням зброї, що використовувалася у Другій світовій війні. Вибір зброї також є реалістичним у використанні, віддача та точність стрільби відповідають реальним аналогам.

## Розробка
Day of Defeat була створена як стороння модифікація Half-Life у 2000 році. У початковій версії модифікації пересування для кожного класу було унікальним. Однак ця відмінність була видалена з виходом Бета 2.0 у жовтні 2001 року. Бета 2.0 також представила нову зброю і знизила точність гравця під час пересування, що спричинило значні зміни в ігровому процесі. У липні 2002 року вийшла Бета 3.0 з новим класом, Сержантом союзників, і новим ігровим режимом, в якому гравці відроджувалися лише на початку нового раунду.
Перші версії Day of Defeat розповсюджувалися через Інтернет безкоштовно, але згодом права на гру були придбала Valve і найняла команду модерів. Після цього Valve випустила окрему роздрібну версію гри, опубліковану Activision і випущену в травні 2003 року. Роздрібна версія містила низку змін у порівнянні з модифікацією, включаючи покращену графіку та п'ятнадцять карт, десять з яких були абсолютно новими. Дружній вогонь, який раніше був увімкнений за замовчуванням, у роздрібній версії було вимкнено, кровотечу — втрату невеликої кількості здоров'я з часом через поранення, які кровоточать — було вилучено, а також додано мінімапу для полегшення навігації та співпраці між членами команди. У роздрібному релізі також було покращено інтерфейс користувача, зокрема з'явилися ідентифікатори для розрізнення членів команди та ворогів, а також підказки, які слугували навчальним посібником для нових гравців.
Наприкінці липня 2004 року Valve закрила World Opponent Network (WON) на користь своєї служби цифрової дистрибуції Steam. Всі сервери, що використовували колишню мережу, були закриті і перенесені в Steam, що змусило гравців використовувати нову платформу для доступу до Day of Defeat. У 2013 році Valve випустила оновлення для Day of Defeat разом з іншими іграми GoldSrc, розробленими Valve, яке включало версії гри для Mac OS X і Linux.

## Відгуки
| Агрегатор  | Оцінка |
| ---------- | ------ |
| Metacritic | 79/100 |

| Видання                    | Оцінка |
| -------------------------- | ------ |
| Computer Gaming World      | [ 8 ]  |
| Game Informer              | 8.5/10 |
| GameSpot                   | 8.1/10 |
| GameSpy                    | [ 4 ]  |
| GameZone                   | 9/10   |
| IGN                        | 8/10   |
| PC Format                  | 70%    |
| PC Gamer (Велика Британія) | 84%    |
| PC Gamer (США)             | 84%    |
| X-Play                     | [ 15 ] |

Day of Defeat отримала «загалом схвальні відгуки» згідно з оцінкою агрегатора рецензій Metacritic. IGN похвалив гру за використання вузьких просторів для стимулювання «безупинного темпу гри», а GameSpy високо оцінив її увагу до деталей. Рецензенти також похвалили Day of Defeat за те, що вона сприяє командній роботі через навмисно вузькі коридори, які змушують гравців співпрацювати, щоб не бути вбитими ворогом поза полем їхнього зору.
GameSpy та GameSpot критикували гру за неякісну візуальну складову та «відверто потворну» кольорову палітру, звинувачуючи застарілий рушій GoldSrc в естетичних проблемах. Багато рецензентів проводили паралелі між Day of Defeat та Battlefield 1942, остання з яких вийшла лише за півроку до першої. Обидві гри розгорталися під час Другої світової війни і мали ігровий процес, який значною мірою залежав від відповідних класових систем, що спонукало рецензентів до прямих порівнянь між ними у своїх відгуках про Day of Defeat. Гру також критикували за відсутність придатних для використання транспортних засобів, на відміну від Battlefield, яка використовує транспортні засоби як ключовий компонент геймплею.
PC Gamer US присвоїв Day of Defeat нагороду «Мод року» 2001. Редакція журналу написала: «Створена розробниками-аматорами, які ще не досягли американського дозволеного віку для вживання алкоголю, Day of Defeat увібрала в себе цілі тижні гри в офісній локальній мережі».

## Day of Defeat: Source
Після Day of Defeat вийшла Day of Defeat: Source, ремейк гри, що працює на рушії Source від Valve. Source ремейк містив значні зміни в ігровому процесі Day of Defeat, нові мапи, оновлену графіку та покращену фізику.
Гра вийшла 26 вересня 2005 року і отримала схвальні відгуки за геймплей, звуковий супровід та графіку. Після релізу гру підтримувала компанія Valve, випустивши низку наступних оновлень, включаючи версії гри для OS X та Linux, випущені у 2010 та 2013 роках відповідно.